# القویسمه
القویسمه (به عربی: القویسمة) شهری در استان عمان است که در کشور اردن واقع شده‌است. جمعیت این شهر ۱۳۵٫۵ نفر است.